# Klaus Wolfermann
Klaus Wolfermann (Altdorf bei Nürnberg, 31 de março de 1946 – 18 de dezembro de 2024) foi um atleta alemão do lançamento do dardo, campeão olímpico pela Alemanha Ocidental em Munique 1972.
A prova do dardo masculino nos Jogos de Munique foi a mais disputada na história olímpica. No quinto lançamento, Wolfermann arremessou o dardo a 90,48 m, tirando da liderança o soviético Jānis Lūsis, o campeão olímpico na Cidade do México 1968. Na última tentativa, Lūsis conseguiu a marca de 90,46 m, dois centímetros a menos que Wolfmann e a menor marcação usada então na medição de distância nas competições do dardo. Além da medalha de ouro, o alemão também estabeleceu o novo recorde olímpico.
Em 5 de maio de 1973, Wolfermann estabeleceu uma nova marca mundial, quebrando o recorde anterior de Lusis - 93,80 m - com um lançamento de 94,08 m, em Leverkusen.

## Morte
Wolfermann morreu no dia 18 de dezembro de 2024, aos 78 anos.